# Transmutatie (alchemie)
Transmutatie betekent in de alchemie het langs chemische weg omzetten van het éne element in het andere.
De achtergrond hiervan is het feit dat men in de loop van de geschiedenis tal van nieuwe materialen ontdekte, zoals glas, brons, en ijzer, maar nog geen weet had van de onderliggende mechanismen. Men kwam erachter dat een groot aantal stoffen in andere kon worden omgezet, maar dat niet willekeurig welke stof in willekeurig welke andere stof kon worden omgezet. Met name het omzetten van laagwaardige metalen zoals lood in kostbare metalen zoals goud, bleek maar niet te kunnen lukken. Aldus ontstond het idee van elementen: stoffen die niet in elkaar kunnen worden omgezet. Geleidelijk ontstond hieruit de moderne scheikunde.
Ondertussen bleven binnen de traditionele alchemie allerlei mensen nog steeds zoeken naar de omzetting van het ene element in het andere. Een sluitend bewijs dat dit onmogelijk was, zou immers pas door middel van de atoomtheorie (John Dalton, 1803) en de molecuultheorie (Amedeo Avogadro, 1811) gegeven worden. De alchemie, die nog steeds, tegen beter weten in, de transmutatie nastreefde, werd aldus steeds meer tot een pseudowetenschap gedegradeerd.
In de moderne wetenschap bleek transmutatie, de omzetting van het ene element in het andere, overigens wel degelijk mogelijk, doch niet door scheikundige maar door kernfysische processen, zoals bestraling met deeltjes of -in sommige gevallen- door natuurlijk verval.

## Trivia
Een beroemd alchemist die transmutatie trachtte te bereiken was Johann Friedrich Böttger. Hij vond echter geen goud, maar wél een methode om porselein te vervaardigen, wat uiteraard tot een bloeiende bedrijfstak heeft geleid. Tot dan toe was men immers alleen in China deze kunst machtig. Porselein werd dan ook wel het witte goud genoemd.